# Mantonipatus persiculus
Mantonipatus persiculus är en klomaskart som beskrevs av Hilke Ruhberg 1985. Mantonipatus persiculus ingår i släktet Mantonipatus och familjen Peripatopsidae. Inga underarter finns listade i Catalogue of Life.